# Ratpenat de Bocage
El ratpenat de Bocage (Myotis bocagii) és una espècie de ratpenat de la família dels vespertiliònids. Viu a Angola, Benín, Burundi, el Camerun, la República Centreafricana, la República del Congo, la República Democràtica del Congo, Costa d'Ivori, Guinea Equatorial, Etiòpia, el Gabon, Ghana, Guinea, Kenya, Libèria, Malawi, Moçambic, Nigèria, Ruanda, el Senegal, Sierra Leone, Sud-àfrica, el Sudan del Sud, Tanzània, Togo, Uganda, el Iemen, Zàmbia i Zimbàbue. Els seus hàbitats naturals són els boscos tropicals humits i les sabanes amb arbres. És una espècie en risc mínim, és a dir, no sembla que hi hagi cap amenaça significativa per a la seva supervivència.